# Nuncjatura Apostolska w Ghanie
Nuncjatura Apostolska w Ghanie (ang. Apostolic Nunciature to Ghana) – misja dyplomatyczna Stolicy Apostolskiej w Republice Ghany. Siedziba nuncjusza apostolskiego mieści się w Akrze.

## Historia
W 1973 Paweł VI utworzył Delegaturę Apostolską w Ghanie. Dotychczas przedstawicielem papieskim w tym państwie był delegat apostolski Zachodniej Afryki z siedzibą w Dakarze. 14 czerwca 1976 Delegaturę Apostolską w Ghanie została podniesiona do rangi nuncjatury apostolskiej.